# Buzz Barton (Schauspieler)
Buzz Barton, eigentlich William Andrew Lamoreaux (* 3. September 1913 in Gallatin, Missouri; † 20. November 1980 in Reseda, Kalifornien) war ein US-amerikanischer Schauspieler.
Barton war früh begeisterter Rodeoreiter und Lassowerfer; nachdem die Familie nach Kalifornien umzog, kam er durch Vermittlung von Jack Perrin zum Film. Der junge, sommersprossige Barton spielte schon in Stummfilmen seines Mentors und erhielt 1927 nicht nur einen neuen Namen (nachdem er unter dem von Billy Lamar und als Red Lennox gespielt hatte), sondern auch eine kurze eigene Western-Serie. Nach 14 Filmen war mit dem aufkommenden Tonfilm im Juli 1929 die Serie beendet. Barton war mehrere Jahre lang bei FBO unter Vertrag.
Barton versuchte zu Beginn der 1930er Jahre, mit Nebenrollen in unabhängig produzierten Filmen, seine Karriere zu verlängern. Sein Name war gut angesehen, sodass 1931 ein Gewehr nach ihm benannt und als Merchandising-Produkt auf den Markt gebracht wurde. Schon 1932 aber ging Barton auf Zirkustourneen, weil gute Angebote ausblieben. 1934 kam er nach Hollywood zurück und wurde regelmäßig in kleineren Rollen beschäftigt, bis er 1942 zur United States Navy ging.
Nach dem Krieg ließ sich Barton als Rancher mit seiner Frau in Arizona nieder; 1956 kehrte er zurück und arbeitete als Spezialist für Filmpferde; hin und wieder war er kurz auf der Leinwand zu erspähen. 1979 musste er krankheitsbedingt seinen Job aufgeben und starb im folgenden Jahr.